# Episodi di Everything Sucks!
La prima stagione della serie televisiva Everything Sucks!, composta da 10 episodi, è stata interamente pubblicata da Netflix il 16 febbraio 2018 in tutti i paesi in cui il servizio è disponibile.
| n° | Titolo originale                            | Titolo italiano                            | Pubblicazione USA | Pubblicazione Italia |
| -- | ------------------------------------------- | ------------------------------------------ | ----------------- | -------------------- |
| 1  | Plutonium                                   | Plutonio                                   | 16 febbraio 2018  | 16 febbraio 2018     |
| 2  | Maybe You’re Gonna Be the One That Saves Me | Forse sarai tu a salvarmi                  | 16 febbraio 2018  | 16 febbraio 2018     |
| 3  | All That and a Bag of Chips                 | È proprio una che spacca                   | 16 febbraio 2018  | 16 febbraio 2018     |
| 4  | Romeo & Juliet in Space                     | Romeo e Giulietta nello spazio             | 16 febbraio 2018  | 16 febbraio 2018     |
| 5  | What the Hell’s a Zarginda?                 | Che diavolo è un Zarginda?                 | 16 febbraio 2018  | 16 febbraio 2018     |
| 6  | Sometimes I Hear My Voice                   | A volte sento la mia voce                  | 16 febbraio 2018  | 16 febbraio 2018     |
| 7  | Cheesecake to a Fat Man                     | Un cheesecake per un ciccione              | 16 febbraio 2018  | 16 febbraio 2018     |
| 8  | I Just Wanna Be Anybody                     | Voglio solo essere normale                 | 16 febbraio 2018  | 16 febbraio 2018     |
| 9  | My Friends Have Been Eaten by Spiders       | I miei amici sono stati mangiati dai ragni | 16 febbraio 2018  | 16 febbraio 2018     |
| 10 | We Were Merely Freshmen                     | Eravamo solo matricole                     | 16 febbraio 2018  | 16 febbraio 2018     |

## Plutonio
- Titolo originale: Plutonium
- Diretto da: Michael Mohan
- Scritto da: Ben York Jones e Michael Mohan

### Trama
Mentre alla Boring High inizia il nuovo anno, la matricola Luke fa colpo sugli amici invitando a casa sua Kate, una ragazza del secondo anno e figlia del preside.

## Forse sarai tu a salvarmi
- Titolo originale: Maybe You’re Gonna Be the One That Saves Me
- Diretto da: Michael Mohan
- Scritto da: Ben York Jones e Michael Mohan

### Trama
Luke pensa alla sua prossima mossa con Kate, che a scuola ha una giornata difficile, e scopre alcune videocassette che gli riportano alla mente emozioni del passato.

## È proprio una che spacca
- Titolo originale: All That and a Bag of Chips
- Diretto da: Michael Mohan
- Scritto da: Noelle Valdivia

### Trama
A causa dell'allarme antincendio, Luke va in punizione e sua madre è convocata nell'ufficio di Ken. Il gruppo di teatro vuole vendicarsi dei ragazzi dell'audiovisivo.

## Romeo e Giulietta nello spazio
- Titolo originale: Romeo & Juliet in Space
- Diretto da: Michael Mohan
- Scritto da: Hayley Tyler

### Trama
Nel tentativo di riportare la pace, Luke fa una proposta al gruppo di teatro. Improvvisamente Sherry e Ken incominciano a comportarsi in modo immaturo.

## Che diavolo è un Zarginda?
- Titolo originale: What the Hell's a Zarginda?
- Diretto da: Ry Russo-Young
- Scritto da: Ben York Jones e Michael Mohan

### Trama
Luke prova ad aiutare Kate a elaborare i suoi sentimenti. Oliver e Luke organizzano le audizioni per un film. Emaline porta Kate a fare compere. Ken invita Luke a cena.

## A volte sento la mia voce
- Titolo originale: Sometimes I Hear My Voice
- Diretto da: Ry Russo-Young
- Scritto da: Ben York Jones

### Trama
Luke e Kate cercano di raggiungere Portland per un concerto. Ken e Sherry condividono la merce di contrabbando che è stata confiscata a uno studente.

## Un cheesecake per un ciccione
- Titolo originale: Cheesecake to a Fat Man
- Diretto da: Ry Russo-Young
- Scritto da: Sean Cummings

### Trama
Luke è arrabbiato, mentre Ken e Kate si godono un senso di liberazione. La bravura di Tyler con il modem analogico porta a un esperimento con una droga insolita.

## Voglio solo essere normale
- Titolo originale: I Just Wanna Be Anybody
- Diretto da: Michael Mohan
- Scritto da: Hayley Tyler

### Trama
Per girare una scena del film, la troupe della Boring High parte per un viaggio emotivamente estenuante in California, ma lascia indietro una persona importante.

## I miei amici sono stati mangiati dai ragni
- Titolo originale: My Friends Have Been Eaten by Spiders
- Diretto da: Michael Mohan
- Scritto da: Noelle Valdivia

### Trama
Luke è esasperato e fa di tutto pur di finire il film. Kate ha un'importante conversazione con Emaline e Luke. McQuaid subisce un'improvvisa iniezione di autostima.

## Eravamo solo matricole
- Titolo originale: We Were Merely Freshmen
- Diretto da: Michael Mohan
- Scritto da: Ben York Jones e Michael Mohan

### Trama
Tutta la comunità di Boring si riunisce per l'anteprima del film, con l'ansia che rimane anche quando le ferite guariscono e le relazioni sbocciano.